# 农业部南海区渔政局
农业部南海区渔政局（对国外又称中华人民共和国南海区渔政局），原名农业部南海区渔政渔港监督管理局，是中华人民共和国农业部直属财政全额拨款渔业行政执法类正司局级中央事业单位，局机关驻广州市。

## 历史
- 该局前身为“南海区渔业指挥部”，成立于1974年4月，直属中华人民共和国国务院、受中央军事委员会领导。
- 1984年5月，归属中华人民共和国农牧渔业部，改称“农牧渔业部南海区渔政分局”，同时挂“农牧渔业部南海区渔业指挥部”牌子。
- 1994年12月，改为“农业部南海区渔政渔港监督管理局”，并保留“农业部南海区渔业指挥部牌子”。
- 2002年3月成立“珠江流域渔业管理委员会”和2003年5月成立“农业部港澳流动渔民工作协调小组”之后，加挂“珠江流域渔业管理委员会”和“农业部港澳流动渔民工作协调小组办公室”两块牌子。
- 2008年，改为现名。